# Reichsführer-SS
Reichsführer-SSⓘ foi um título especial da SS que existiu entre 1925 e 1945. Reichsführer-SS foi apenas um título de 1925 a 1933, tendo-se tornado a patente mais alta da SS após 1934. Era equivalente à patente de marechal de campo na Wehrmacht.

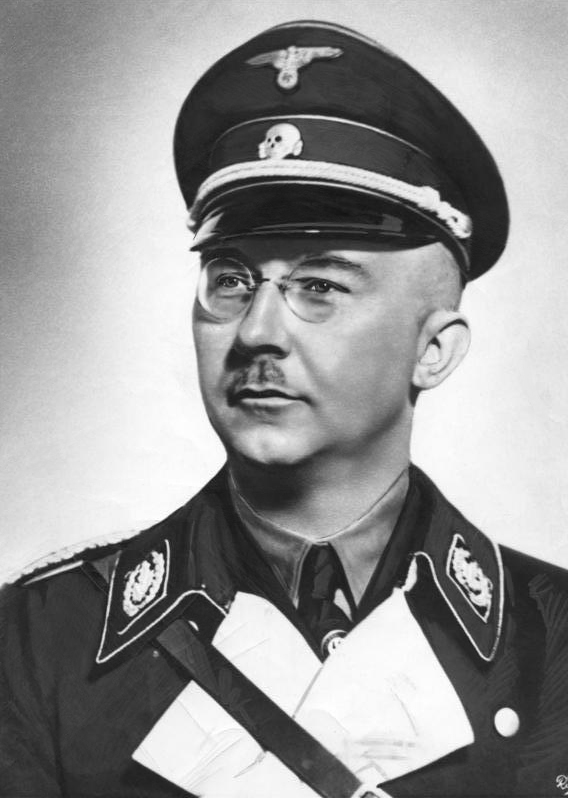
Heinrich Himmler, o Reichsführer que mais tempo serviu no cargo.

Nunca houve mais de um Reichsführer-SS simultaneamente na SS, e ao todo apenas cinco pessoas detiveram o título de Reichsführer-SS durante a sua existência:
- Julius Schreck (1925–1926)
- Joseph Berchtold (1926–1927)
- Erhard Heiden (1927–1929)
- Heinrich Himmler (1929–1945)
- Karl Hanke (1945)